# 露琪亞·阿佐利納
露西婭·阿佐利納（義大利語：Lucia Azzolina；1982年8月25日—），意大利政治人物，自2020年1月10日起擔任孔特第二次內閣公共教育部部長。

## 生平
在卡塔尼亚大学大學取得哲學學士與哲學史碩士之後，阿佐利納修習了教育課程並取得中等學校教師資格，於拉斯佩齊亞與萨尔扎纳等地高中擔任教師，也曾於比萨大学修習支持教育專業課程。在她在帕維亞當地高中任教期間，她同時就讀於帕維亞大學法律系，並於2013年畢業。擔任教職期間也積極參與全國教師協會（義大利語：Associazione Nazionale Insegnanti e Formatori）的工會工作。
2018年3月代表五星運動參選皮埃蒙特大区第二選區眾議員。2019年9月13日任教育部次長。2020年1月10日任公共教育部部長。